# Chamois, Missouri
Chamois är en ort i  Osage County , Missouri, USA.